# Spoorvorming

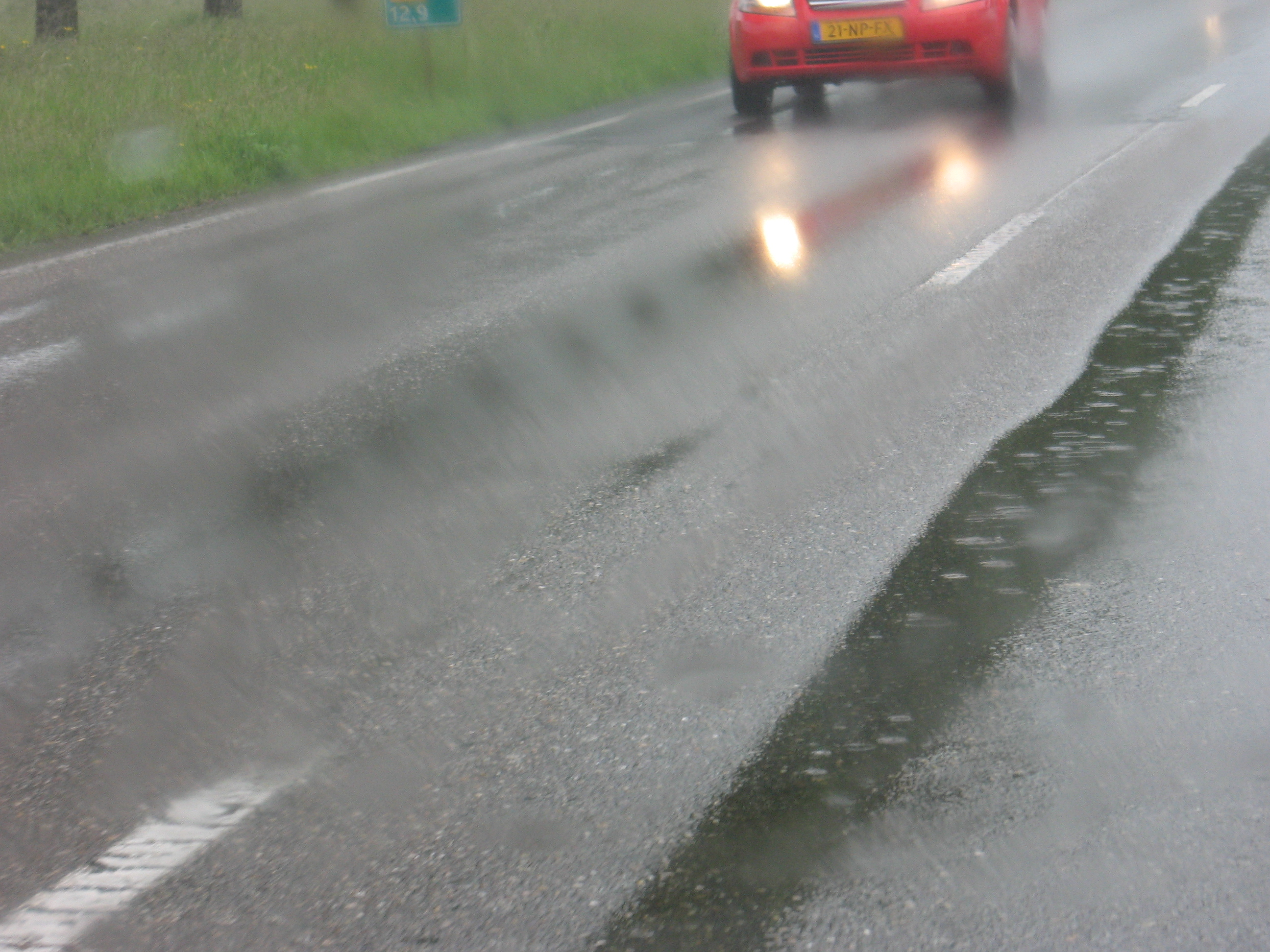
Spoorvorming en neerslag

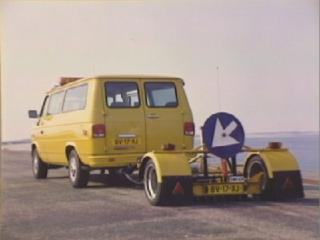
Rijspoordieptemeter (foto: Rijkswaterstaat)

Spoorvorming is een vorm van wegdekschade veroorzaakt door zware vrachtauto's die bij warm weer diepe sporen in het asfalt achterlaten. Van spoorvorming hebben vooral motoren en personenauto's erg veel last, doordat ze net niet in de sporen passen, wat invloed heeft op het stuurgedrag van de auto/motor.
Tijdens regen is spoorvorming nog gevaarlijker, doordat zich in die sporen lange plassen vormen, die aquaplaning kunnen veroorzaken.